# Eleocharis minima
Eleocharis minima är en halvgräsart som beskrevs av Carl Sigismund Kunth. Eleocharis minima ingår i släktet småsäv, och familjen halvgräs.

## Underarter
Arten delas in i följande underarter:
- E. m. bicolor
- E. m. minima